# The Unforgiven (Metallica)
The Unforgiven è un singolo del gruppo musicale statunitense Metallica, pubblicato il 28 ottobre 1991 come secondo estratto dal quinto album in studio Metallica.

## Descrizione
Il brano racconta la storia di un giovane integrato in una società molto conformista, fin dalla sua nascita. Incapace di esprimersi o di mostrare appieno la propria personalità, trascorre una vita anonima come tanti altri. In fin di vita guarda al suo passato con amarezza e rammarico.
Il batterista Lars Ulrich ha spiegato che il gruppo voleva creare una ballata vera e propria invece del consueto brano con partenza lenta e finale aggressivo, come ad esempio in Fade to Black, Welcome Home (Sanitarium) o One. Poi i Metallica decisero di invertire la struttura della canzone, arrangiando strofe forti e ritornelli più leggeri suonati con chitarra classica. L'introduzione scandita con la batteria è tratta dal film western Gli inesorabili e, come spiegato da Hetfield nel documentario Classic Albums: Metallica - Metallica, è riprodotta al contrario in modo tale da non far capire da quale colonna sonora provenga.
Al brano si sono susseguiti The Unforgiven II, presente in ReLoad (1997), e The Unforgiven III, presente in Death Magnetic (2008).

## Video musicale
Il video, diretto da Matt Mahurin, venne pubblicato il 19 novembre 1991 in due versioni: standard e Theatrical Version. Quest'ultima è un cortometraggio di circa 12 minuti mentre la versione standard (di durata pari al brano) mostra scene del gruppo intento ad eseguire il brano alternate agli spezzoni dell'altro video.

## Tracce
CD singolo, 7" picture disc
1. The Unforgiven – 6:29 (James Hetfield, Lars Ulrich, Kirk Hammett)
2. Killing Time – 3:08 (Sweet Savage) – originariamente interpretata dai Sweet Savage
3. The Unforgiven (Demo) – 6:15 (James Hetfield, Lars Ulrich, Kirk Hammett)

7"
- Lato A

1. The Unforgiven – 6:29 (James Hetfield, Lars Ulrich, Kirk Hammett)

- Lato B

1. Killing Time – 3:08 (Sweet Savage) – originariamente interpretata dai Sweet Savage

12"
- Lato A

1. The Unforgiven – 6:29 (James Hetfield, Lars Ulrich, Kirk Hammett)

- Lato B

1. Killing Time – 3:08 (Sweet Savage) – originariamente interpretata dai Sweet Savage
2. So What – 3:08 (Chris Exall, Nick Culmer) – originariamente interpretata dagli Anti-Nowhere League
3. The Unforgiven (Demo) – 6:15 (James Hetfield, Lars Ulrich, Kirk Hammett)

## Formazione
Gruppo
- James Hetfield – chitarra, voce
- Lars Ulrich – batteria, percussioni
- Kirk Hammett – chitarra solista
- Jason Newsted – basso

Produzione
- Bob Rock – produzione
- James Hetfield – produzione
- Lars Ulrich – produzione
- Randy Staub – ingegneria del suono
- Mike Tacci – ingegneria del suono
- George Marino – mastering

## Classifiche
| Classifica (1991/92)          | Posizione massima |
| ----------------------------- | ----------------- |
| Australia                     | 10                |
| Finlandia                     | 4                 |
| Francia                       | 18                |
| Germania                      | 47                |
| Irlanda                       | 22                |
| Italia                        | 18                |
| Nuova Zelanda                 | 24                |
| Paesi Bassi                   | 25                |
| Regno Unito                   | 15                |
| Stati Uniti                   | 35                |
| Stati Uniti (mainstream rock) | 10                |
| Svezia                        | 32                |